# Иванов, Никита (футболист, 2003)
Никита Иванов (эст. Nikita Ivanov; 16 августа 2003, Нарва) — эстонский футболист, полузащитник клуба «Нымме Калью».

## Биография
Начал заниматься футболом в клубе «Нарва», позднее — в нарвском филиале таллинского «Легиона», первый тренер — Азат Зиязов. Также на детско-юношеском уровне представлял таллинскую «Пуму» и клуб «Алко» (Кохтла-Ярве). С 2016 года занимался в центральной школе таллинского «Легиона» у тренера Михаила Борисовича Артюхова. Становился четырёхкратным чемпионом Эстонии в младших возрастах, побеждал на международном турнире в Швеции (2014).
С 2019 года выступал во взрослом футболе за второй состав «Легиона». В главной команде клуба дебютировал 24 ноября 2020 года в матче чемпионата Эстонии против «Курессааре». В сезоне 2022 года стал регулярно играть за основной состав, в итоге стал лучшим снайпером своего клуба и вошёл в десятку бомбардиров чемпионата, забив 11 голов.
Выступал за сборные Эстонии младших возрастов, провёл более 20 матчей.